# Temporada da NFL de 1960
A Temporada de 1960 da NFL foi a 41ª temporada regular da National Football League. Antes da temporada, Pete Rozelle de 33 anos, general manager do Los Angeles Rams foi eleito comissário da NFL. Enquanto isso, houve uma expansão na liga, uma nova franquia foi aceita, criada e fundada em Dallas, Texas: o Dallas Cowboys de Clint Murchsion Jr, em janeiro de 1960.
No ano seguinte, em 1961, outra franquia foi adicionada à liga, o Minnesota Vikings. O grupo fundador consistia de Max Winter, E. William Boyer, H.P Skoglund, Ole Haugsrud e Bernard H. Ridder, Jr.
Além disso, após 23 anos em Chicago, Illinois, Violet Bidwill, proprietária do Chicago Cardinals, que já era casada com um empresário de St. Louis; optou por consultar à liga quanto uma possível transferência de sua franquia a cidade de seu marido, já que não era mais possível que o Cardinals competisse com a força dos Bears na cidade, culminando em pouquíssimas audiências nas partidas da equipe. Após realizar uma pesquisa em St. Louis, foi concluída que havia a possibilidade da transferência e assim foi feita. A partir da temporada de 1960, o então Chicago Cardinals mudou-se de cidade, sendo renomeado então a St. Louis Cardinals.
Nesta temporada, ainda foi introduzida pela National Football League uma nova partida: o Playoff Bowl para definir o terceiro colocado entre as duas equipes com a segunda melhor classificação em cada conferência (Eastern e Western). Esta decisão seria disputada no Orange Bowl em Miami, Flórida, para 35,000. A partida, disputada, terminou com a vitória do Detroit Lions por 17 a 16.
Por sua vez, o campeão da temporada foi decidido em uma partida entre Philadelphia Eagles e Green Bay Packers no Frankin Field no dia 17 de Dezembro de 1960. Em uma vitória por 17 a 13 o Eagles consagrou-se campeão da temporada.
Ainda durante a temporada a American Football League (AFL) foi lançada como concorrente da NFL. As duas ligas coexistiram durante toda a década de 1960, até que concordaram com uma fusão em 1966 e se tornaram uma liga combinada em 1970.

## Draft
O Draft para aquela temporada foi realizado no dia 30 de Novembro de 1959, no Warwick Hotel, na Filadélfia, Pensilvânia. E, com a primeira escolha, o Los Angeles Rams selecionou o Tight End, Billy Cannon da Universidade do Estado da Luisiana (LSU).

## Classificação Final
Assim ficou a classificação final da National Football League em 1960:
P = Nº de Partidas, V = Vitórias, D = Derrotas, E = Empates, PCT = Porcentagem de vitória, DIV = Recorde de partidas da própria divisão, PF = Pontos a favor, PA = Pontos contra
| NFL Eastern Conference |    |   |   |      |       |     |     |
| Time                   | V  | D | E | PCT  | DIV   | PF  | PC  |
| Philadelphia Eagles    | 10 | 2 | 0 | .833 | 8–2   | 321 | 246 |
| Cleveland Browns       | 8  | 3 | 1 | .727 | 6–3–1 | 362 | 217 |
| New York Giants        | 6  | 4 | 2 | .600 | 5–4–1 | 271 | 261 |
| St. Louis Cardinals    | 6  | 5 | 1 | .545 | 4–5–1 | 288 | 230 |
| Pittsburgh Steelers    | 5  | 6 | 1 | .455 | 4–5–1 | 240 | 275 |
| Washington Redskins    | 1  | 9 | 2 | .100 | 0–8–2 | 178 | 309 |

| NFL Western Conference |   |    |   |      |       |     |     |
| Time                   | V | D  | E | PCT  | DIV   | PF  | PC  |
| Green Bay Packers      | 8 | 4  | 0 | .667 | 7–4   | 332 | 209 |
| Detroit Lions          | 7 | 5  | 0 | .583 | 7–4   | 239 | 212 |
| San Francisco 49ers    | 7 | 5  | 0 | .583 | 7–4   | 208 | 205 |
| Baltimore Colts        | 6 | 6  | 0 | .500 | 5–6   | 288 | 234 |
| Chicago Bears          | 5 | 6  | 1 | .455 | 5–5–1 | 194 | 299 |
| Los Angeles Rams       | 4 | 7  | 1 | .364 | 4–6–1 | 265 | 297 |
| Dallas Cowboys         | 0 | 11 | 1 | .000 | 0–6   | 177 | 369 |

## Playoffs

### Championship Game (Jogo do Título)
O jogo do título foi disputado em 17 de Dezembro de 1960 e terminou com uma vitória por 17 a 13 do Philadelphia Eagles em cima do Green Bay Packers, no Franklin Field na Filadélfia, Pensilvânia.

### Playoff Bowl
A inédita disputa de terceiro lugar ocorreu no Orange Bowl em Miami, Flórida entre as equipes classificadas em segundo lugar em cada conferência: Cleveland Browns e Detroit Lions. O grande vencedor foi o Lions, por 17 a 16 para um público de 35.000 pessoas.

## Líderes em estatísticas da Liga
| Estatística                                  | Nome          | Equipe              | Total |
| -------------------------------------------- | ------------- | ------------------- | ----- |
| Passando                                     |               |                     |       |
| Jardas de Passe                              | Johnny Unitas | Baltimore Colts     | 3099  |
| Passes para TD                               | Johnny Unitas | Baltimore Colts     | 25    |
| % de Passes Completos                        | Milt Plum     | Cleveland Browns    | .604  |
| Correndo                                     |               |                     |       |
| Jardas Corridas                              | Jim Brown     | Cleveland Browns    | 1527  |
| Corridas para TD                             | Paul Hornung  | Green Bay Packers   | 13    |
| Recebendo                                    |               |                     |       |
| Jardas Recebidas                             | Raymond Berry | Baltimore Colts     | 1298  |
| Nº de Recepções                              | Raymond Berry | Baltimore Colts     | 74    |
| Recepções para TD                            | Sonny Randle  | St. Louis Cardinals | 15    |
| Defesa                                       |               |                     |       |
| Interceptações                               | Dave Baker    | San Francisco 49ers | 10    |
| Interceptações                               | Jerry Norton  | St. Louis Cardinals | 10    |
| Times Especiais                              |               |                     |       |
| Média de Punt                                | Jerry Norton  | St. Louis Cardinals | 45.6  |
| Números coletados do Pro Football Reference. |               |                     |       |

## Prêmios
| Prêmio                                 | Premiado          | Posição   | Franquia            | Ref    |
| -------------------------------------- | ----------------- | --------- | ------------------- | ------ |
| AP NFL Treinador do Ano                | Buck Shaw         | Treinador | Philadelphia Eagles | [ 18 ] |
| UPI NFL Most Valuable Player           | Norm Van Brocklin | QB        | Philadelphia Eagles | [ 19 ] |
| Sporting News NFL Jogador Mais Valioso | Norm Van Brocklin | QB        | Philadelphia Eagles | [ 20 ] |
| NEA NFL Jogador Mais Valioso           | Norm Van Brocklin | QB        | Philadelphia Eagles | [ 21 ] |

## Treinadores

### Troca de Treinadores
- Dallas Cowboys: Tom Landry se tornou o primeiro treinador principal da equipe.[22]
- Los Angeles Rams: Sid Gillman foi substituído por Bob Waterfield.[23]

## Mudança de Estádio
- A recém formada franquia, Dallas Cowboys, começou a jogar suas partidas em casa no Cotton Bowl.[24]
- O St. Louis Cardinals, realocado, mudou-se ao Busch Stadium (Sportsman's Park).[25]

## Biografia
- NFL Record and Fact Book (ISBN 1-932994-36-X)
- NFL History 1931–1940 (Last accessed December 4, 2005)
- Total Football: The Official Encyclopedia of the National Football League (ISBN 0-06-270174-6)